# Vandalmaro (camerário)
Vandalmaro (em latim: Wandalmarus) foi um oficial franco do século VI, ativo durante o reinado de Gontrão (r. 561–592). Camerário, foi enviado por Gontrão em 585 com Domnolo para transportar Sidônia, esposa de Mumolo, e seus bens de Avinhão ao rei.